# ASO-S
Das Advanced Space-based Solar Observatory (chinesisch 先进天基太阳天文台), auch bekannt unter der Abkürzung ASO-S oder als Kuafu 1 (夸父一号), ist ein Sonnenbeobachtungssatellit der Sternwarte am purpurnen Berg in Nanjing, Volksrepublik China. Der Satellit kreist in einer um 98,3° zum Äquator geneigten, sonnensynchronen Umlaufbahn von 720 km Höhe um die Erde. Der Start mit einer Trägerrakete vom Typ Langer Marsch 2D vom Kosmodrom Jiuquan erfolgte am 8. Oktober 2022 um 23:43 Uhr UTC.
ASO-S wirkt bei der Sonnenbeobachtung mit dem mit anderen Instrumenten ausgestatteten Satelliten Xihe zusammen.

## Geschichte
Bereits 1976, sechs Jahre nach dem Start des ersten chinesischen Satelliten Dong Fang Hong I, hatten chinesische Wissenschaftler vorgeschlagen, einen Sonnenbeobachtungssatelliten zu entwickeln. Das ASTRON-1 genannte Projekt (nicht zu verwechseln mit dem sowjetischen Weltraumteleskop Astron aus dem Jahr 1983) wurde zwar genehmigt, dann aber nicht realisiert.
Ein ähnliches Schicksal erlitt die Small Exploration for Solar Eruptions (SMESE), ein chinesisch-französisches Gemeinschaftsprojekt aus dem Jahr 2006.
Auch das Mitte der 1990er Jahre erstmals vorgeschlagene Space Solar Telescope (SST) wurde nicht realisiert.
Nur auf dem unbemannten Raumschiff Shenzhou 2 flogen im Jahr 2001 einige Nutzlasten mit Bezug zur Sonnenphysik mit.
Nachdem die Chinesische Akademie der Wissenschaften am 25. Januar 2011 das Weltraumwissenschaftliche Prioritätsprogramm gestartet hatte, arbeiteten Sonnenphysiker unter der Leitung von Gan Weiqun (甘为群, * 1960), damals stellvertretender Direktor der Sternwarte am purpurnen Berg, zwischen September 2011 und März 2013 ein erstes Konzept für einen Sonnenbeobachtungssatelliten aus. Im Juli 2013 wurde der Satellit unter dem Namen „ASO-S“ als sogenanntes „Reserveprojekt“ in das Prioritätsprogramm aufgenommen,
was bedeutete, dass die weiteren Vorstudien bereits aus Mitteln des Staatsrats gefördert wurden.
Im Januar 2014 begann man mit der Arbeit an einer detaillierten Machbarkeitsstudie, die Ende 2015 fertiggestellt war. Am 28. April 2016 wurde diese Studie von einer nach Nanjing gereisten Kommission des Nationalen Zentrums für Weltraumwissenschaften, das für die Umsetzung des Weltraumwissenschaftlichen Prioritätsprogramms verantwortlich ist, geprüft und gebilligt.
Nach einer Besprechung am 16. Juni 2017 im Nationalen Zentrum für Weltraumwissenschaften in Peking mit Experten von der Universität Nanjing, den Nationalen Astronomischen Observatorien der Chinesischen Akademie der Wissenschaften und dem Satellitenkontrollzentrum Xi’an begann man mit der finalen Planung.
Nachdem die Chinesische Akademie der Wissenschaften die Entscheidung des Nationalen Zentrums für Weltraumwissenschaften Ende 2017 formal gebilligt hatte, begann am 4. Januar 2018 die endgültige Auswahl der wissenschaftlichen Instrumente des Satelliten. Chefwissenschaftler des Projekts ist seit 2016 Gan Weiqun.
Die Entwicklung der Instrumente gestaltete sich schwieriger als gedacht. Beim Test eines Prototyps des Vektor-Magnetografen auf Hitze, Kälte und Vakuum wurde der Detektor beschädigt, zum Testen des Röntgenteleskops musste eine spezielle Röntgenquelle beschafft werden, und beim Lyman-α-Teleskop hatte man große Probleme, das Streulicht auszublenden. Bei letzterem Instrument musste die Konstruktion grundlegend überarbeitet werden. Im April 2021 fand schließlich die technische Abnahme des Magnetografen und des Röntgenteleskops statt, im August 2021 die des Lyman-α-Teleskops. Am 24. August 2022 fand die Endabnahme des Satelliten statt. Der Transport zum Kosmodrom Jiuquan erfolgte in der ersten Septemberhälfte 2022, der Start mit einer Trägerrakete vom Typ Langer Marsch 2D am 8. Oktober 2022 um 23:43 Uhr UTC.

## Aufbau
Der Satellit wurde von der Innovationsakademie für Mikrosatelliten der Chinesischen Akademie der Wissenschaften in Shanghai gebaut. Die Startmasse des Satelliten betrug 888 kg. Ohne Treibstoff wiegt er 859 kg, davon 366 kg Nutzlasten. Er besitzt zwei zweiteilige, schwenkbare Solarzellenflügel mit einer Gesamtspannweite von 9,18 m, die eine durchschnittliche Leistung von 898 W liefern.
Durch die besondere Umlaufbahn des Satelliten, bei der er die Sonne fast ununterbrochen beobachten kann (siehe unten), ist die Stromversorgung über die Solarzellenflügel sehr zuverlässig.
Zur Ergänzung besitzt ASO-S auch Akkumulatoren.
Das Gehäuse des Satelliten ist ein annähernder Würfel mit gut 2 m Kantenlänge. Der mittels Magnettorquer dreiachsenstabilisierte Satellit kann mit einer Genauigkeit von 0,01° auf die Sonne ausgerichtet werden, mit einer Stabilität von 0,0005°/Sekunde. Die Nutzlasten besitzen zusätzlich eigene Stabilisierungssysteme. Der Satellit besitzt einen Datenspeicher aus drei wechselweise redundanten Speichereinheiten mit einer Gesamtkapazität von 6 Tbit, die Datenübertragung zur Erde erfolgt über das X-Band mit Quadraturphasenumtastung und einer Datenübertragungsrate von 1 Gbit/s.

## Nutzlasten
Die Hauptaufgabe von ASO-S ist die ganztägige Beobachtung des Magnetfelds der Sonne sowie von Sonneneruptionen und koronalen Massenauswürfen. Hierfür hat der Satellit drei vom Nanjinger Institut für Astronomische Optik und Technologie (国家天文台南京天文光学技术研究所) und dem Changchuner Institut für Optik, Feinmechanik und Physik der Akademie der Wissenschaften entwickelte Nutzlasten an Bord:
- Vektor-Magnetograf zur Beobachtung des Magnetfelds der Sonne in der Photosphäre mit einer Empfindlichkeit von 0,5 mT in longitudinaler und 0,015 T in transversaler Richtung
- Röntgenteleskop zur Beobachtung der Entstehung und Entwicklung nichtthermischer Strahlenquellen bei Sonnenflecken[21] sowie des Beschleunigungsprozesses von Partikeln bei Sonneneruptionen im Bereich von 30 keV bis 200 keV
- Lyman-α-Teleskop zur Beobachtung von koronalen Massenauswürfen sowie des inneren Teils der Korona im Lyman-α-Bereich (121,6 ±7,5 nm) und im weißen Licht über die gesamte Fläche der Sonne und das 1,1 bis 2,5-fache des Sonnenradius[22][2]

## Mission
Derzeit nimmt man an, dass die den Funkverkehr auf der Erde und im Weltall stark störenden Sonneneruptionen und koronalen Massenauswürfe von Schwankungen im Magnetfeld der Sonne verursacht werden. Es gibt einen Ablauf von Energieansammlung, Auslösung, Entladung und Transport. Die Wissenschaftler um Gan Weiqun hoffen, über ASO-S einen besseren Einblick in diese Mechanismen zu erlangen und über die Beobachtung von sich anbahnenden Energieansammlungen in der Photosphäre mit dem Vektor-Magnetografen zum Beispiel koronale Massenauswürfe 40 Stunden vor ihrem Eintreffen auf der Erde vorhersagen zu können.
Zum Vergleich: das Dosimeter der Christian-Albrechts-Universität zu Kiel auf dem Lander der Mondsonde Chang’e 4 registrierte die energiereichen Protonen von der Sonneneruption am 6. Mai 2019 zweieinhalb Stunden nach der ersten Warnung durch die erhöhte Röntgenstrahlung.
Nach einer einmonatigen Testphase wurden mit einer Sonneneruption der Klasse M (10–100 µW/m²), die am 11. November 2022 um 01:00 Uhr UTC begann, die Beobachtungen aufgenommen.
Im Regelbetrieb machen die Teleskope des Satelliten im Abstand von einigen Sekunden bis einigen Minuten jeweils eine Aufnahme. Während Sonneneruptionen wird die Datenerfassungsgeschwindigkeit auf jeweils eine Aufnahme pro Sekunde erhöht, um die Ereignisse im Detail beobachten zu können. Der Vektor-Magnetograf tastet alle 18 Minuten einmal die volle Sonnenscheibe ab.
Die Bahnhöhe von 720 km mit einer Umlaufzeit von 99 Minuten ist ein Kompromiss zwischen der Anforderung für wenig Streulicht beim Lyman-α-Teleskop und wenig Störung durch kosmische Strahlung beim Röntgenteleskop.
Bei der Bahn von ASO-S handelt es sich um eine sogenannte „Terminator-Bahn“, also eine sonnensynchrone Umlaufbahn, bei der der Satellit den Äquator immer beim örtlichen Sonnenaufgang von Norden nach Süden überfliegt. Zwischen Mitte Mai und August tritt der Satellit für bis zu 18 Minuten pro Umlauf in den Erdschatten ein, ansonsten hat er aber die Sonne für 24 Stunden pro Tag im Blick. ASO-S liefert über 96 % des Jahres Daten.
Der Satellit erzeugt innerhalb eines Tages bis zu 500 GB an Daten, die er an die drei Bodenstationen des Instituts für Informationsgewinnung durch Luft- und Raumfahrt der Chinesischen Akademie der Wissenschaften in Miyun bei Peking, Kaschgar in Xinjiang und Sanya auf Hainan sendet. Von dort werden die Daten an einen leistungsstarken Computer mit 2048 Rechenkernen in der Sternwarte am purpurnen Berg in Nanjing weitergeleitet, wo sie dekodiert und in Echtzeit der weltweiten Wissenschaftsgemeinde zur Verfügung gestellt werden. Englischsprachige Einführungskurse für die notwendige Software sind geplant.
Durch den Start im Oktober 2022 ist es dank der Mindestlebensdauer des Satelliten von vier Jahren möglich, die Steigerung der Sonnenfleckenaktivität von einer Phase relativer Ruhe bis zum erwarteten Maximum des elfjährigen Zyklus 2024/2025 kontinuierlich zu beobachten.